# Kickstart (Linux)
Kickstart — це метод інсталяції операційних систем, що використовується в основному (але не ексклюзивно) в Red Hat Enterprise Linux для автоматичного встановлення та конфігурування операційної системи без втручання користувача.

## Використання
Kickstart зазвичай використовується коли є необхідність встановлення великої кількості Linux-подібних ОС з метою полегшення процесу розгортання та конфігурування нових ОС.
Конфігураційні файли Kickstart'у можуть бути створені наступним чином:
1. вручну
2. за допомогою використання програмного пакету з графічним інтерфейсом system-config-kickstart
3. за допомогою використання інсталятора Anaconda.

Наприкінці ручного встановлення Anaconda створє файл anaconda-ks.cfg, який може використовуватися для автоматичного відтворення процесу інсталяції.
Anaconda will produce an anaconda-ks.cfg configuration file at the end of any manual installation. This file can be used to automatically reproduce the same installation or edited (manually or with system-config-kickstart).

## Етапи встановлення
Для встановлення операційної системи засобами Kickstart'у необхідно:
1. Створити конфігураційний файл одним із описаних вище способів
2. Забезпечити можливість зчитування даного файлу під час інсталяції ОС
3. Забезпечити доступ до інсталяційних файлів
4. Забезпечити початкове завантаження комп'ютера (по мережі, з диску) та запустити kickstart